# Contribution à l'etude de la flore du Katanga
Contribution à l'etude de la flore du Katanga (abreviado Contr. Fl. Katanga) es un libro con ilustraciones y descripciones botánicas que fue escrito por el botánico belga Émile Auguste Joseph De Wildeman y publicado en el año 1921 con 5 suplementos en los años 1927-1933.